# Serozna tekočina
Serozna tekočina je vodéna, prozorna, rumenkasta tekočina, ki vsebuje beljakovine in se normalno nahaja v majhnih količinah v seroznih votlinah (npr. potrebušnična (peritonealna) votlina, perikardialna votlina, poprsnična (plevralna) votlina). Tako je poimenovana, ker spominja na serum. Izločajo jih serozne žleze.
Normalna serozna tekočina je prisotna v seroznih votlinah pri zdravem posamezniku. Bolezensko pa lahko pride zaradi fizikalnih dejavnikov, kot sta hipoproteinemija ali povišan venski tlak, do tako imenovanega transudata, efuzije serozne tekočine z nizko gostoto, na primer v poprsnično votlino. Nabiranje prekomerne serozne tekočine v trebušni votlini povzroči trebušno vodenico.
Pride lahko tudi do vnetja serozne tekočine, če v serozno votlino vdrejo povzročitelji. Če gre za gnojno vnetje, postane serozna tekočina zaradi prisotnosti vnetnih celic motna.